# Wray Castle
Wray Castle er et victoriansk nygotisk bygning ved Claife i Cumbria, England.
Bygningen og jordene omkring har været ejet af National Trust siden 1929, men det er først for nylig, at det er blevet åbent for publikum. Den tilhørende jord inkluderer et stykke kystlinje ved Windermere, der e råben hele året rundt, og som er kendt for deres forskellige træer – Wellingtonia, rødtræ, Ginkgo biloba, weeping lime og forskellig bøg-arter.
Mellem marts og oktober driver Windermere Lake Cruises en bådservice fra Ambleside og Brockhole National Park Visitor Centre to Wray Castle.